# Mecalodon
Mecalodon is een stalen familie lanceerachtbaan uit Walibi Belgium. De attractie werd gebouwd door Gerstlauer en opende op 5 april 2025 en maakt deel uit van het nieuwe themagebied Dock World. Deze baan onderscheidt zich door zijn lancering met een lineaire synchroonmotor (LSM) en is met zijn 925 meter de langste familieachtbaan van de Benelux.

## Geschiedenis

### Investeringsplan
De oorsprong van de attractie gaat terug tot 22 juni 2017, toen het park zijn grootste investeringsplan ooit aankondigde. In een masterplan ter waarde van 100 miljoen euro presenteerde het park een grootschalige transformatie, gespreid over meerdere jaren. Het doel was om ongeveer 75 % van het park te vernieuwen, met nieuwe themagebieden, attracties en verhaallijnen. Een van de geplande vernieuwingsprojecten betrof het gebied rond de attracties Psyké Underground en Flash Back. Hoewel de exacte invulling van dit gebied toen nog onduidelijk was, speelde het idee van een haventhema al in een vroeg stadium een rol in de plannen.

### Bouw en afwerking
De bouw van Mecalodon en het daaraan gekoppelde themagebied Dock World startte in het voorjaar van 2024. Het project betekende een ingrijpende herinrichting van het park, waarbij de nabijgelegen bootjesattractie Gold River Adventure moest wijken om de nieuwe infrastructuur en attracties te kunnen realiseren. De attractie werd grotendeels boven het water gebouwd, hiervoor maakte men gebruik van moderne geprefabriceerde technologieën en innovatieve montageprocedures, zodat zowel de structurele integriteit als de esthetische beleving optimaal konden worden gerealiseerd.

### Opening
Het park besloot geen openingsdatum prijs te geven, het enige wat vast stond was dat de baan in 2025 zou openen ter gelegenheid van het 50-jarig jubileum van het park. Op 3 april 2025, twee dagen voor de seizoensopening, maakte het park via haar socials bekend dat het nieuwe gebied Dock World samen met Mecalodon zou openen op 5 april 2025.

## Technische specificaties
De achtbaan heeft een lengte van 925 meter en bereikt een maximale hoogte van 15 meter. De treinen bestaan uit drie exemplaren, elk met vijf wagens. In iedere wagen kunnen vier personen plaatsnemen, verdeeld over twee rijen van twee zitplaatsen. De maximale snelheid is 65 km/u. Het parcours bevat 14 airtimemomenten, momenten waarop passagiers een gevoel van gewichtloosheid ervaren. De attractie is geschikt voor bezoekers vanaf een lengte van 100 cm.

## Thema en verhaal
Mecalodon ligt in het maritieme themagebied Dock World. Bezoekers stappen hier als proefpersonen in treinen die zijn vormgegeven als mechanische haaien. Deze haaien zijn geïnspireerd op de prehistorische megalodon, een uitgestorven haaiensoort die bekendstaat om zijn imposante omvang.
Het verhaal draait om een innovatieve technologische onderneming die de kracht en snelheid van haaien heeft weten te repliceren. Bezoekers, als proefpersonen, nemen plaats in deze geavanceerde mechanische haaien om de grenzen van menselijke technologie en natuur te verkennen.

## Ritverloop
Mecalodon biedt een gevarieerd ritverloop met 3 lanceringen en 14 airtimemomenten en bevat geen inversies.
- Eerste lancering: De rit begint met een krachtige lancering met een lineaire synchroonmotor (LSM), die de trein vanuit stilstand versnelt.
- Airtimeheuvels en speelse bochten: Na de lancering volgt een reeks van airtimeheuvels die zorgen voor momenten van gewichtloosheid.
- Tweede en derde lancering: Tijdens het parcours worden twee extra LSM-boosts ingezet om de trein opnieuw te versnellen, wat zorgt voor een dynamische ritervaring.
- Bochten en overgangen: Het traject bevat diverse speelse bochten en overgangen die rakelings over het water scheren.
- Eindsectie: De rit eindigt met een laatste opvallende reeks van airtimeheuvels voordat de trein terugkeert naar het station.

Afbeeldingen · Geschiedenis van Walibi Belgium